# Sobór św. Mikołaja w Kuopio
Sobór św. Mikołaja (fiń. Pyhän Nikolaoksen katedraali) – prawosławny sobór w Kuopio, główna świątynia diecezji karelskiej Fińskiego Kościoła Prawosławnego.

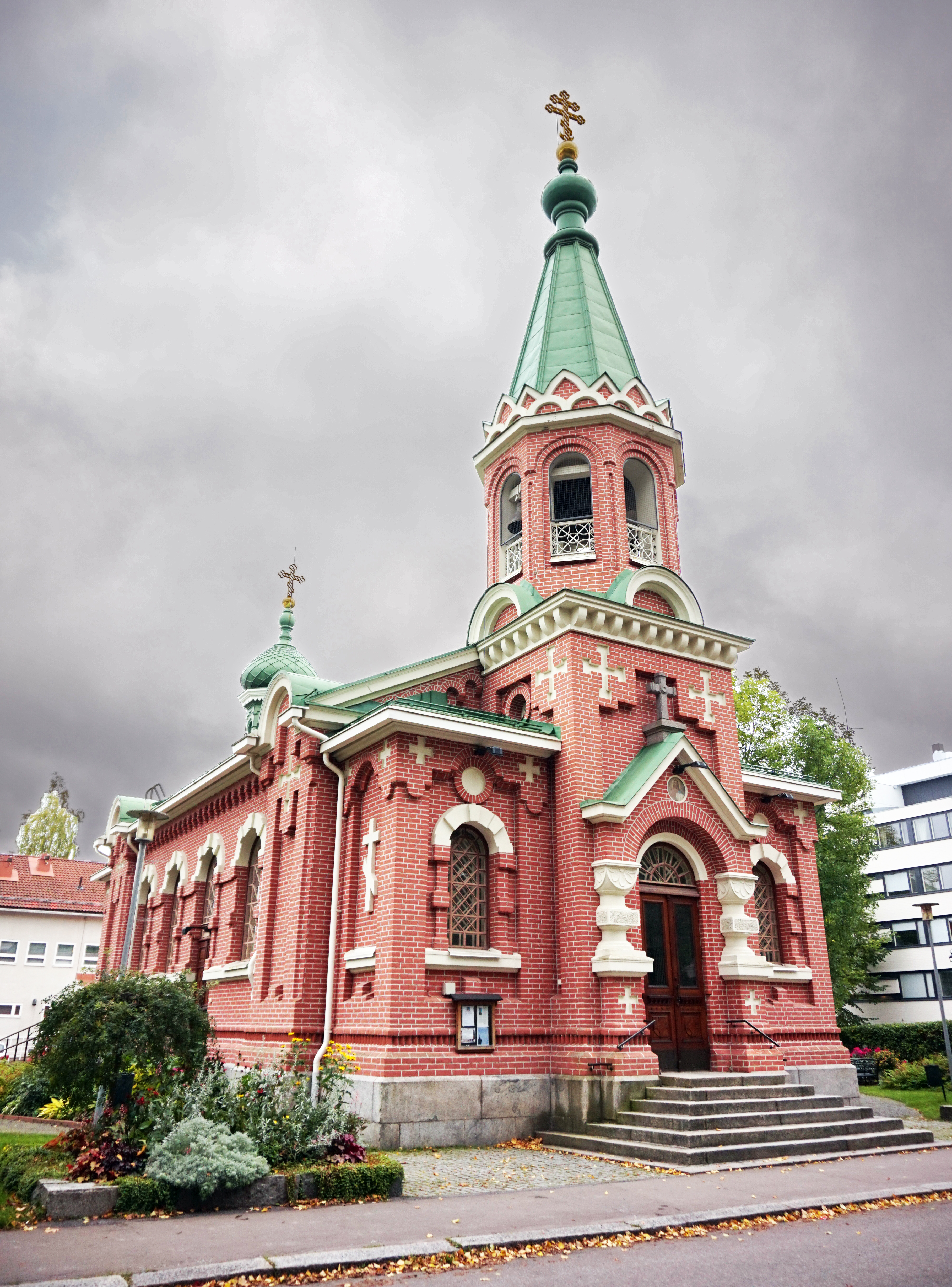
Sobór od frontu

Została wybudowana w latach 1902–1903 według projektu architekta Aleksandra Isakssona. Ikonostas został wykonany przez rzemieślników z Petersburga z funduszy generał-gubernatora Wielkiego Księstwa Finlandii Nikołaja Bobrikowa.